# Tir aux Jeux olympiques d'été de 1980
Navigation
Montréal 1976 Los Angeles 1984
Sept épreuves de tir sportif sont disputées à l'occasion des Jeux olympiques d'été de 1980. À domicile, les tireurs soviétiques terminent à la première place du classement des médailles. Ces compétitions sont disputées entre le 20 et le 26 juillet 1980 au Dynamo Shooting Range.

## Tableau des médailles
| Rang | Pays               | Médaille d'or | Médaille d'argent | Médaille de bronze | Total |
| 1    | Union soviétique   | 3             | 1                 | 1                  | 5     |
| 2    | Danemark           | 1             | 0                 | 0                  | 1     |
| 2    | Hongrie            | 1             | 0                 | 0                  | 1     |
| 2    | Italie             | 1             | 0                 | 0                  | 1     |
| 2    | Roumanie           | 1             | 0                 | 0                  | 1     |
| 6    | Allemagne de l'Est | 0             | 5                 | 1                  | 6     |
| 7    | Suède              | 0             | 1                 | 1                  | 2     |
| 8    | Bulgarie           | 0             | 0                 | 2                  | 2     |
| 9    | Autriche           | 0             | 0                 | 1                  | 1     |
| 9    | Cuba               | 0             | 0                 | 1                  | 1     |

## Résultats

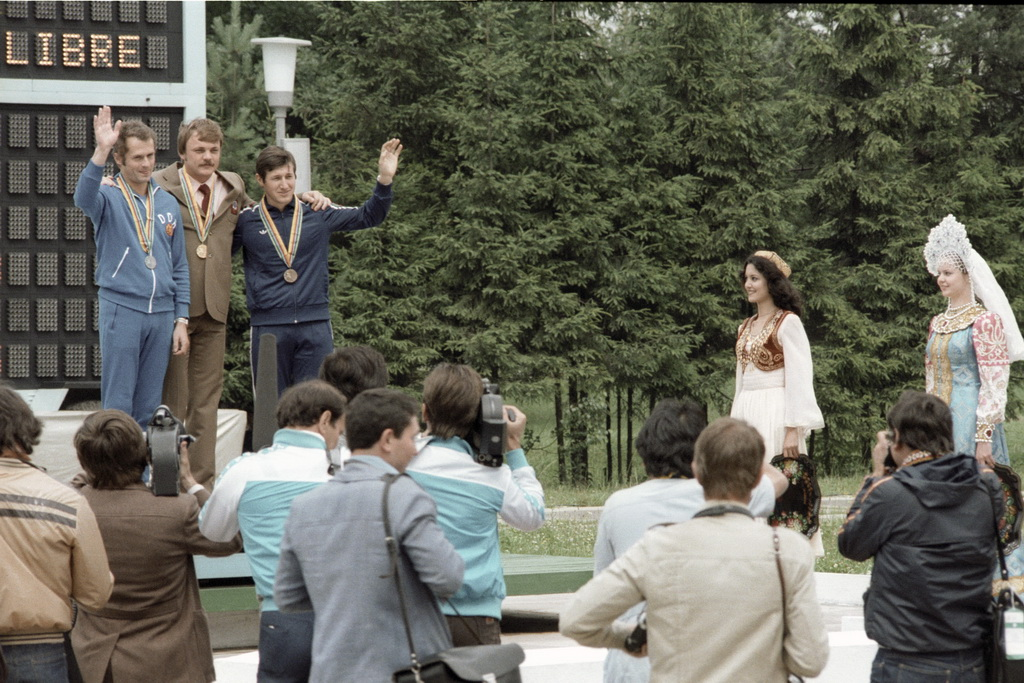
Podium de l'épreuve de pistolet libre à 50 mètres

| Épreuves                      | Or                                    | Argent                           | Bronze                     |
| Pistolet libre à 50 m         | Aleksandr Melentiev 581 pts. (RM, RO) | Harald Vollmar 568 pts.          | Liubcho Diakov 565 pts.    |
| Carabine tir couché à 50 m    | Károly Varga 599 pts.                 | Hellfried Heilfort 599 pts.      | Petar Zaprianov 598 pts.   |
| 50 m carabine trois positions | Viktor Vlasov 1173 pts. (RM, RO)      | Bernd Hartstein 1166 pts.        | Sven Johansson 1165 pts.   |
| Pistolet feu rapide à 25 m    | Corneliu Ion 596 pts.                 | Jürgen Wiefel 596 pts.           | Gerhard Petritsch 596 pts. |
| Fosse olympique               | Luciano Giovannetti 198 pts.          | Rustam Yambulatov 196 pts.       | Jörg Damme 196 pts.        |
| Skeet                         | Hans Kjeld Rasmussen 196 pts.         | Lars-Göran Carlsson 196 pts.     | Roberto Castrillo 196 pts. |
| 50 m cible mobile             | Igor Sokolov 589 pts. (RM, RO)        | Thomas Pfeffer 589 pts. (RM, RO) | Aleksandr Gazov 587 pts.   |